# WNT3
Прото-онкогенный белок Wnt-3 представляет собой белок, который у человека кодируется геном WNT3.
Семейство генов WNT состоит из структурно связанных генов, которые кодируют секретируемые сигнальные белки. Эти белки участвуют в онкогенезе и в нескольких процессах развития, включая регуляцию судьбы клеток и паттернов во время эмбриогенеза. Этот ген является членом семейства генов WNT. Он кодирует белок, показывающий 98 % аминокислотную идентичность с белком мыши Wnt3 и 84 % с белком WNT3A человека, другим продуктом гена WNT.
Исследования мыши показывают требование Wnt3 в формировании первичной оси мыши. Исследования экспрессии генов свидетельствуют о том, что этот ген может играть ключевую роль в некоторых случаях рака молочной железы, толстой кишки, легкого и желудка человека посредством активации сигнального пути WNT-бета-catenin-TCF. Этот ген кластеризуется с WNT15, другим членом семейства, в области хромосомы 17q21.